# Primeira Linha
Primeira Linha é uma organização política comunista integrada no Movimento de Libertação Nacional Galego, fundada em 1º de Maio de 1996, que marca como objectivo "a superação da concreta opressão nacional e social de género imposta pelo capitalismo sobre a Galiza a fim de contribuir para a edificação mundial da sociedade comunista".

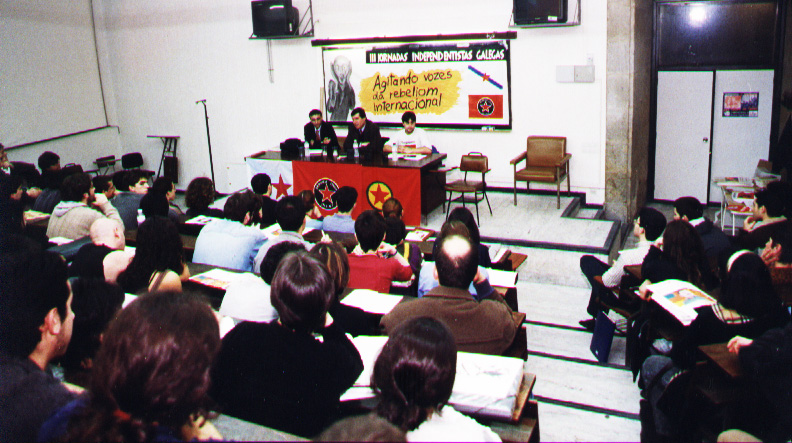
Imagem das III Jornadas Independentistas Galegas organizadas pela Primeira Linha. Compostela, Março de 1999.

## Fundação e primeira etapa no interior do BNG
Primeira Linha nasce na Galiza de 1996, numa etapa marcada pelo fracasso das experiências do leste europeu, com o intuito de organizar a corrente independentista e comunista existente na altura no interior do Bloque Nacionalista Galego. Permanece no interior do BNG, como corrente não reconhecida pela direcção, e em permanente conflito com a corrente hegemónica, a União do Povo Galego. Nessa etapa, a militância da Primeira Linha faz trabalho no seio de movimentos sociais galegos como o antimilitarista (ANA-ANOC) e o estudantil (CAF), entre outros. Em 1998, realiza o seu primeiro Congresso. Perante as contradições e conflitos no trabalho político no seio do BNG, resolve abandonar a frente nacionalista em 1999, após um Congresso Extraordinário em que essa decisão é aprovada maioritária, mas não unanimemente.
Na sua publicação trimestral Abrente, Primeira Linha explicará que "Um irrespirável clima de assédio impedia a intervenção política, forçava destinar ingentes energias e recursos a uma mera prática defensiva".

## Reorganização independentista fora do BNG
O II Congresso também decide impulsionar uma política de unidade de acção com os outros sectores independentistas existentes fora do BNG, basicamente a AMI e a FPG, com o objectivo estratégico da confluência orgânica.
Uma denominada "Comissão Nacional Unitária da Esquerda Independentista" promoverá uma dinâmica unitária que romperá em 2000, perante as diversas expectativas criadas por cada organização participante. Nesse ano, a militância da Primeira Linha participa na criação de "Assembleias Populares Comarcais", precedentes do que será o Processo Espiral, que levará à criação, em 2001, de NÓS-Unidade Popular, com o apoio e participação da própria Primeira Linha, da AMI e das referidas "Assembleias Populares Comarcais".
A militância da Primeira Linha faz trabalho político no seio de NÓS-Unidade Popular desde 2001, participando ainda na organização juvenil independentista BRIGA e na organização estudantil AGIR, além de noutras entidades soberanistas, feministas, culturais e sindicais.

## Modelo de socialismo
Em 2002 realizou o seu III Congresso, que serviu para a definição do modelo téorico de socialismo propugnado pelo partido, bem como para afirmar "a imprescindível composição e direcção operária do Movimento de Libertação Nacional Galego", rejeitando a tradicional fórmula interclassista das organizações nacionalistas anteriores na Galiza. Primeira Linha afirma ainda que "a morfologia de classes na Galiza é mais semelhante às sociedades do capitalismo avançado que às do chamado Terceiro Mundo".
Para além dos seus princípios marxistas e sua defesa do modelo leninista de partido, a Primeira Linha não reivindica o seu enquadramento em nenhuma das "famílias" comunistas tradicionais, procurando uma aplicação criativa e sintética consoante a realidade e as particularidades da Galiza.

## Publicações e actividades partidárias
Dando prioridade ao seu trabalho no seio de entidades mais amplas junto a outros sectores da esquerda nacional galega, a Primeira Linha mantém uma série de iniciativas partidárias próprias. Assim, publica desde 1996 o seu jornal trimestral, Abrente, que já ultrapassou o número 50. Na sua chancela editorial "Abrente Editora", leva publicados numerosos títulos, quer em edição impressa, quer digital, incluindo alguns clássicos do marxismo inéditos na Galiza e outras obras de autoras e autores galegos. Anualmente, organiza também as chamadas Jornadas Independentistas Galegas, que já superaram a décima edição, dedicadas cada ano a um tema monográfico diferente.

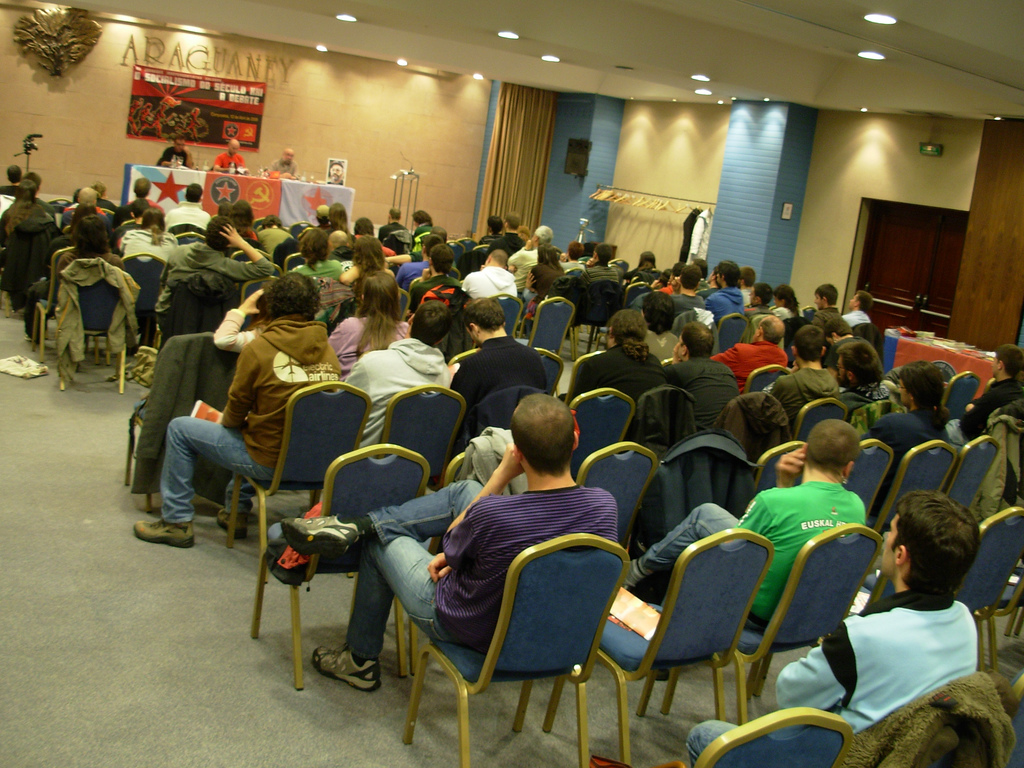
XII Jornadas Independentistas Galegas. Compostela (Galiza), Junho de 2008.

### Jornadas Independentistas Galegas
- 2009: "Perspectivas da luta anticapitalista a vinte anos da queda do socialismo soviético";
- 2008: "O socialismo do século XXI em debate";
- 2007: "Che Guevara: presente ou passado?";
- 2006: "Desafios e necessidades da esquerda do século XXI";
- 2005: "Língua e Construção Nacional";
- 2004: "80 aniversário da morte de Lenine";
- 2003: "A opressom da mulher no capitalismo";
- 2002: "Portugal. Da revolução de Abril à desmobilização popular";
- 2001: "Combatendo a globalização capitalista";
- 2000: "Comunismo ou Caos";
- 1999: "Agitando as vozes da rebeliom internacional";
- 1998: "Desde a cultura, a independência";
- 1997: "O futuro, a independência"

### Abrente Editora
Eis as colecções e títulos publicados pela editora do partido Primeira Linha:
Biblioteca Galega de Marxismo-Leninismo
- O pensamento de Che Guevara. Michael Löwy
- Diário da Bolívia e outros textos. Ernesto Che Guevara
- 10 anos de imprensa comunista galega. Selecçom de artigos do Abrente (1996-2006). VVAA.
- Socialismo e independência. 17 textos de Lenine sobre os direitos nacionais. Vladímir Ilich Ulíanov
- O comunismo que aí vem. Francisco Martins
- O que todo revolucionário deve saber sobre a repressom. Víctor Serge (1ª e 2ª edições)
- Que fazer? seguido de O Estado e a Revoluçom. Vladímir Ilich Ulíanov
- Manifesto Comunista (1ª e 2ª edições). Karl Marx e Frederich Engels

Colecção Internacional
- Misérias da globalizaçom capitalista. Carlos Taibo
- A nova desorde internacional. Carlos Taibo

Colecção Documentos e Textos Políticos
- O Socialismo do século XXI. Relatórios das XII Jornadas Independentistas Galegas. VVAA
- Che Guevara. Presente ou passado? Relatórios das XI Jornadas Independentistas Galegas. VVAA
- Revoluçom Galega. Resoluçons do IV Congresso de Primeira Linha
- Capitalismo e emancipaçom nacional e social de género. Iñaki Gil de San Vicente
- Pequeno manual do guerrilheiro urbano. Carlos Marighella (1ª e 2ª edições)
- O capitalismo histórico. Incerteza e criatividade. O declínio do império americano. Immanuel Wallerstein
- Aprender e atrever-se a pensar bem. Receituário útil para nom pensarmos como tont@s. Iñaki Gil de San Vicente
- Comunismo galego do Século XXI. Resoluçons do III Congresso de Primeira Linha
- As categorias marxistas e a definiçom da globalizaçom como fenómeno e forma actual do capitalismo. Iñaki Gil de San Vicente
- Esplendor, crise e reconstruçom da alternativa comunista. Justo de la Cueva (1ª e 2ª edições)
- Pola Unidade da Esquerda Independentista. Resoluçons do II Congresso de Primeira Linha (MLN)
- Abrindo horizontes de revolta na Galiza. Resoluçons do I Congresso de Primeira Linha (MLN)

Colecção Construirmos Galiza
- Galiza vencerá! Maurício Castro
- Manual Galego de Língua e Estilo. Maurício Castro, Beatriz Bieites e Eduardo Maragoto
- A Galiza do século XXI (ensaios para a Revoluçom Galega). VVAA, com prólogo de Domingos Antom Garcia Fernandes
- A esquerda independentista galega (1977-1995). Noa Rios Bergantinhos
- Galiza e a diversidade lingüística no mundo. Subsídios para um diagnóstico actualizado da situaçom sociolingüística galega. Maurício Castro
- Para umha Galiza independente. Ensaios, testemunhos e documentaçom histórica do independentismo galego. VVAA, coordenador: Domingos Antom Garcia

Colecção Literária Cabeça de Égua
- Dez por Dez. VVAA

Co-edições
- História de uma vida. (co-edição com a editora portuguesa Dinossauro). Francisco Martins Rodrigues
- Anti-Dimitrov. 1935-1985. Meio século de derrotas da revolução. (co-edição com a editora portuguesa Dinossauro). Francisco Martins Rodrigues
- Os anos do silêncio (co-edição com a editora portuguesa Dinossauro). Francisco Martins Rodrigues